# Тейк Дат
„Тейк Дат“ (траскрипция на Take That, на български: „Вземи онова“) е британска музикална поп група съставена от Гари Барлоу, Хауърд Доналд, Джейсън Ориндж, Марк Оуен и Роби Уилямс, добила световна популярност през 90-те години.

## История

### Началото
През 1991 г. публиката отчаяно се нуждае от нова група. „New Kids On The Block“ губят позициите си в класациите и славата им залязва. Появява се празнина и нужда от добре изглеждаща млада поп формация с талантливи музиканти, която едновременно с това да е противовес на доминиращата по това време соул музика. Точно тогава се появяват момчетата от „Take That“ от Манчестър.
В своеобразна надпревара в предаване на BBC, наречено Pebble Mills A Song For Christmas – Гари Барлоу печели награда, осигуряваща му безплатен запис в Manchester Strawberry Studios. По това време той се запознава с Марк Оуен и мениджъра Nigel Martin Smith, като заслугата за създаването на бандата е именно на втория. Роби Уилямс е следващото попълнение, след като е забелязан на проведен кастинг, и така тримата певци формират триото The Cutest Rush. Но успехът определено не идва толкова бързо. Те решават да увеличат членовете на групата и след проведен кастинг са избрани Хауърд Доналд и Джейсън Ориндж. Петимата започват да изучават танцови стъпки и да записват парчета. Междувременно обикалят страната, пеейки в множество клубове, спечелвайки си голям брой почитатели. През юли 1991 година, въпреки липсата на голяма звукозаписна компания зад гърба им, те издават първия си сингъл Do What You Like, но той стига само до 86 място в класациите. Независимо от това усилието им е възнаградено като подписват договор с BMG. Така издават и втория си сингъл, който пробива в Top 40, като стига до 38-о място, но следващото парче Once You've Tested Love достига едва 47-а позиция. Така или иначе „успехът ги чака зад ъгъла“. Кавърът на The Travers – It Only Takes A Minute влиза в Top 10, заемайки 7-о място. Това е и крайъгълният камък за тяхната кариера. Феновете им се увеличават с всеки изминал ден. През август 1992 година, за пръв път Роби Уилямс е с водещи вокали в песента I Found Heaven, което се изкачва до номер 15. С няколко хита зад гърба си, „Take That“ са готови за издаването на дебютния си албум. През септември 1992 на пазара излиза Take That And Party, който се „заковава“ на 5-о място. През 1993 година момчетата от Манчестър взимат и първата си награда БРИТ за най-добър сингъл с кавъра на Barry Manilow – Could It Be Magic.

### Everything Changes
Със седем хит сингъла и награда БРИТ зад гърба си, Take That издават и втория си албум Everything Changes, с който почитателите им се увеличават и сред по-възрастната аудитория, дължащо се на новия им имидж и по-зрелите си песни. Everything Changes съдържа три парчета стигнали до номер 1 в чартовете.

### Nobody Else
През лятото на 1994 година групата се отправя на турне с 36 дати, с цел промотиране на новия им албум Nobody Else от 1995 г. То завършва малко преди да излезе и първият им сингъл от продукцията – Sure. Той веднага става номер 1 „размазващ хит“ за продължително време. След чакане от страна на феновете продължило седем месеца Back For Good отново ги връща в класациите. Именно Back For Good носи на момчетата следващата награда БРИТ за най-добър сингъл, през февруари следващата година. Така вече никой не се съмнява, че „Take That“ е една от най-големите групи във Великобритания за времето си.

### Напускането на Уилямс
През юли 1995 година слуховете, че Роби Уилямс напуска групата се оказват верни, след като това е официално обявено. Дори е открита телефонна линия за огорчени и разочаровани фенове.

## Отново заедно
През 2005 година групата отново се събира (без Роби Уилямс) и след подписан договор с Polydor, част от Universal Records, те издават албума Beautiful World. През 2010 г. Роби Уилямс се завръща в групата и записват албума Progress. През 2014 г. Уилямс отново напуска групата, както и Джейсън Ориндж.

## Дискография

### Студийни албуми
- Take That And Party (1992)
- Everything Changes (1993)
- Nobody Else (1995)
- Beautiful World (2006)
- The Circus (2008)
- Progress (2010)
- III (2014)
- Wonderland (2017)
- This Life (2023)

### Компилации
- Greatest Hits (1996)
- The Best of Take That (2001)
- Forever... Greatest Hits (2002)
- Never Forget – The Ultimate Collection (2005)
- Odyssey (2018)

### Live албуми
- The Greatest Day ‒ Take That (2009)
- Progress Live (2011)

### EP албуми
- Progressed (2011)

### Box sets албуми
- The Platinum Collection (2006)

### Сингли
- Do What U Like (1991)
- Promises (1991)
- Once You've Tasted Love (1992)
- It Only Takes a Minute (1992)
- I Found Heaven (1992)
- A Million Love Songs(1992)
- Could It Be Magic (1992)
- Why Can't I Wake Up with You (1993)
- Pray (1993)
- Relight My Fire (1993)
- Babe (1993)
- Everything Changes (1994)
- Love Ain't Here Anymore (1994)
- Sure (1994)
- Back for Good (1995)
- Never Forget (1995)
- How Deep Is Your Love (1996)
- Patience (2006)
- Shine (2007)
- I'd Wait for Life (2007)
- Reach Out (2007)
- Rule the World (2007)
- Greatest Day (2008)
- Up All Night (2009)
- The Garden (2009)
- Said It All (2009)
- Hold Up a Light (2009)
- The Flood (2010)
- Kidz (2011)
- Love Love (2011)
- When We Were Young (2011)
- These Days (2014)
- Let in the Sun (2015)
- Higher Than Higher (2015)
- Hey Boy (2015)
- Giants (2017)
- New Day (2017)
- Out of Our Heads (2018)
- Greatest Day (2023)
- Windows (2023)
- Brand New Sun (2023)
- This Life (2023)
- You and Me (2024)
- All Wrapped Up (2024)
- The Man I Am (2024)

### Видео албуми
- Never Forget – The Ultimate Collection (2006)
- Take That: For the Record (2006)
- Take That: The Ultimate Tour (2006)
- Beautiful World Live (2008)

## Турнета
- Party Tour (1992 – 1993)
- Everything Changes Tour (1993 – 1994)
- Pops Tour (1994)
- Nobody Else Tour (1995)
- The Ultimate Tour (2006)
- Beautiful World Tour 2007 (2007)
- Take That Presents: The Circus Live (2009)
- Progress Live (2011)
- Take That Live (2015)
- Wonderland Live (2017)
- Greatest Hits Live (2019)
- This Life on Tour (2024)